# Jindřich mladší z Plavna
Jindřich mladší z Plavna (německy Heinrich der Jüngere von Plauen, kolem roku 1372? – po 4. červenci 1441?) byl německý rytíř a komtur Řádu německých rytířů v Gdaňsku.

## Život
Jindřich pocházel z durynského šlechtického rodu Plavenských z Plavna. Jeho starší bratr Jindřich se stal velmistrem Řádu německých rytířů. 
Jindřich byl strážcem řádu v letech 1405–1406 v Bartenu, údajně se však objevily stížnosti na jeho násilnickou a panovačnou povahu. V roce 1411 ho jeho bratr ustanovil vojenským velitelem hanzovního města Gdaňsk. Tam Jindřich vládl s velkou přísností vůči obyvatelstvu. Dne 6. dubna nechal na svém gdaňském zámku zavraždit starosty Konráda Leckova a Arnolda Hechta a radního Bartoloměje Grosse.
Později byl Jindřich jmenován správcem hradu Lochstädt a byl také velitelem hradu Hasištejna během jeho obléhání v roce 1417. Poté, co byl jeho starší bratr Jindřich uvězněn, uprchl k polskému králi. Po propuštění bratra, byl v letech 1424 až 1434 opět správcem v Bartenu.